# Karl Ditters von Dittersdorf
Karl Ditters von Dittersdorf est un compositeur et violoniste autrichien, né à Vienne le 2 novembre 1739 et mort le 24 octobre 1799 au château de Rothlotta (de),, en Bohême.

## Biographie
Il montre dès l'âge de 7 ans une vocation pour la musique, notamment avec un talent extraordinaire au violon. En 1751, il obtient un poste auprès du prince de Saxe-Hildburghausen et étudie la composition avec Giuseppe Bonno. En 1761, il devient soliste à la cour impériale. Il parcourt l'Allemagne, accompagne Christoph Willibald Gluck à travers l'Italie en 1763, réside plusieurs années à Berlin et à Vienne.
En 1764, Dittersdorf est engagé pour diriger l'orchestre de l'évêque de Nagyvárad (en allemand Großwardein, devenue Oradea, en Roumanie), où il succède à Michael Haydn. Il recrute Václav Pichl afin de l'assister.
En 1770, maître de chapelle au service du comte Schaffgotsch, prince-évêque de Breslau, à Johannisberg en Silésie (Prusse), il compose 11 opéras-comiques, parmi lesquels Il viaggiatore americano ( « Le Voyageur américain », 1770) et enseigne à des élèves comme Jean-Baptiste Vanhal.
À la mort de l'évêque, en 1795, Ditters perd son poste. Sans ressources et en mauvaise santé, il est engagé par le baron Ignaz von Stillfried au château de Rothlhotta, en Bohême. Là, sur son lit de mort, il dicte son autobiographie à son fils, qui la publie sous le titre Lebenbeschreibung (« L'Histoire de sa vie, par lui-même », Leipzig, 1801). 
Lié avec Christoph Willibald Gluck, Joseph Haydn, Pietro Metastasio et Jean-Paul-Égide Martini, il reste, avec plusieurs d'entre eux ainsi que Michael Haydn, Mozart, Krommer et Carl Philipp Emanuel Bach, l'un des compositeurs les plus importants de la période classique.

## Œuvres principales
Dittersdorf laisse environ 200 œuvres, dont près de 100 symphonies, 40 concertos et plusieurs opéras-comiques.
- Quinze symphonies (Vienne, 1785) inspirées  par Les Métamorphoses d'Ovide ;
- Les oratorios Isaaco (« Isaac », 1765), Davidde penitente (« David pénitent », 1770), Ester (« Esther », 1776), Giobbe (« Job », 1786) ;
- Un Requiem en ut mineur.

Il écrit des opéras dont plusieurs sont des grands succès, tels Doktor und Apotheker (« Docteur et apothicaire », 1786),  qui est l'un des exemples classiques du singspiel allemand, ou encore Hieronymus Knicker (1789) et Das rote Käppchen (« Le Petit Chaperon rouge », 1790). 
Ses œuvres les plus jouées restent ses pièces pour contrebasse, dont deux concertos pour cet instrument, puis le concerto pour trompette. On lui doit aussi un concerto pour alto, des cantates et des pièces pour piano, ainsi que plusieurs opéras-comiques, où il imite le genre d'André Grétry.
Musique de chambre
- Quatuor à cordes nº 1 en ré majeur ;
- Quatuor à cordes nº 2 en si bémol majeur ;
- Quatuor à cordes nº 3 en sol majeur ;
- Quatuor à cordes nº 4 en ut majeur ;
- Quatuor à cordes nº 5 en mi bémol majeur ;
- Quatuor à cordes nº 6 en la bémol majeur.

## Source
Cet article comprend des extraits du Dictionnaire Bouillet. Il est possible de supprimer cette indication, si le texte reflète le savoir actuel sur ce thème, si les sources sont citées, s'il satisfait aux exigences linguistiques actuelles et s'il ne contient pas de propos qui vont à l'encontre des règles de neutralité de Wikipédia.

#### Bases de données et dictionnaires
- Ressources relatives à la musique :   - International Music Score Library Project
  - AllMusic
  - Bayerisches Musiker-Lexikon Online
  - Carnegie Hall
  - Discography of American Historical Recordings
  - Discogs
  - Grove Music Online
  - MusicBrainz
  - Muziekweb
  - Répertoire international des sources musicales
- Ressources relatives au spectacle :   - Archives suisses des arts de la scène
  - Les Archives du spectacle
- Ressource relative à l'audiovisuel :   - IMDb
- Ressource relative aux beaux-arts :   - AGORHA
- Notices dans des dictionnaires ou encyclopédies généralistes :   - Britannica
  - Brockhaus
  - Den Store Danske Encyklopædi
  - Deutsche Biographie
  - E-archiv.li
  - Enciclopedia italiana
  - Gran Enciclopèdia Catalana
  - Hrvatska Enciklopedija
  - Internetowa encyklopedia PWN
  - Nationalencyklopedin
  - Proleksis enciklopedija
  - Store norske leksikon
  - Universalis
  - Visuotinė lietuvių enciklopedija
- Notices d'autorité :   - VIAF
  - ISNI
  - BnF (données)
  - IdRef
  - LCCN
  - GND
  - Japon
  - CiNii
  - Espagne
  - Belgique
  - Pays-Bas
  - Pologne
  - Israël
  - NUKAT
  - Catalogne
  - Suède
  - Vatican
  - Australie
  - WorldCat